# Tony Studeny
Toni Studeny (Zagreb, 194?.-Zagreb, 1999. ), je rano preminuli hrvatski pjevač poznat po svom djelovanju u rock sastavu Roboti (The Five Up) i hitu iz 1960-ih Mramor, kamen i željezo.

## Životopis
Toni Studeny postao je pjevač u sastava Roboti u jesen 1964. godine, nakon što su grupu napustili pjevači Žarko Dančuo i Ivan Čižmek te basist Vasilij Čaplinski (njega je zamijenio Ivica Percl). S Robotima odlazi u Austriju na angažman od šest mjeseci. Tamo je Studeni čuo tada popularnu pjesmu njemačkog glazbenika Drafi Deutschera: Mramor, Stein und Eisen bricht i prepjevao je na hrvatski kao - "Mramor, kamen i željezo", tu pjesmu su po povratku u Zagreb snimili za tadašnji Radio Zagreb, te potom i za Jugoton, te je ubrzo postala veliki domaći hit. 
Toni Studeni i Roboti su bili velike zvijezde ranog hrvatskog rocka. No nakon nastupa po njemačkim klubovima 1969. po Düsseldorfu i Kölnu Toni Studeny se zbog ošetećenja glasnih žica, vraća u Zagreb i povlači sa scene. Međutom,  1974 g. osniva grupu "Tony Studeny i Novi Roboti"  u sastavu : Tony Studeny -vokal, Žarko Kirby Ljubić - drugi vokal i gitare ( ex. The Creeps ) ,Ranko Balen -bubnjevi (ex. Grupa 220), Rihard Šuman-bass gitara, Paja Kesteli-trumpet, Vlado Smiljanić -tenor sax. Grupa je radila cca 1 godine i sudjelovala na Adiatic Show turneji 1974 g. od Pule do Dubrovnika cca 2 mjeseca .Nakon gašenja grupe zbog odlaska gitariste Kirbya u inozemstvo, jedno vrijeme je radio kao disk džokej, te se nakon toga prebacio u radio novinare kao suradnik u emisiji "Crvena jabuka" Radio Zagreba.  Na Radio Zagrebu je radio sve do svoje prerane smrti 1999.

## Pogledajte i ovo
- Roboti